# Nîjnea Harasîmivka, Krasnodon
Nîjnea Harasîmivka (în ucraineană Нижня Гарасимівка) este un sat în comuna Verhnoharasîmivka din raionul Krasnodon, regiunea Luhansk, Ucraina.

## Demografie
Componența lingvistică a localității Nîjnea Harasîmivka
     Rusă (98,14%)
     Ucraineană (1,86%)
Conform recensământului din 2001, majoritatea populației localității Nîjnea Harasîmivka era vorbitoare de rusă (98,14%), existând în minoritate și vorbitori de ucraineană (1,86%).